# 许新月
许新月（903年—946年），台州人，五代十国吴越国主文穆王钱元瓘妾室，忠献王钱弘佐生母。
钱元瓘年过三十，而无亲子，妻子马氏向公公钱镠请求为丈夫纳妾。925年，鄜氏生下钱元瓘长子钱弘僔。许新月则在928年生下钱元瓘次子錢弘佐。当时鄜氏因生下钱元瓘长子而备受尊敬。善于相面知人的尼姑契云则说“彼鄜夫人远不能及也，夫人宜自爱”。许新月精通音律，专掌宫中乐部。
941年，儿子钱弘佐继位。许新月封吴越国夫人。开运三年（946年）秋七月庚寅，许新月逝世，年四十四，谥曰仁惠。八月，葬于国城西山之原。

## 备注
1. ↑  钱元瓘妻马氏封吴越国夫人[1]。《吴越备史》称“王袭位，[许新月]敕封吴越国夫人[2]”。《十国春秋》称钱元瓘袭位，许新月“勅封吴越国夫人”[1]。钱元瓘所立世子为鄜氏所生钱弘僔。许新月当是其子钱弘佐袭位，受封吴越国夫人。